# Puccinellia poecilantha
Puccinellia poecilantha är en gräsart som först beskrevs av Karl Heinrich Koch, och fick sitt nu gällande namn av Aleksandr Alfonsovitj Grossgejm. Puccinellia poecilantha ingår i släktet saltgrässläktet, och familjen gräs. Inga underarter finns listade i Catalogue of Life.